# Neufelden
Neufelden település Ausztriában, Felső-Ausztria tartományban, a Rohrbachi járásban. , területe 10 km².

## Fekvése
Tengerszint feletti magassága 517 méter. Neufelden Arnreit, Auberg, Sankt Peter am Wimberg, Sankt Ulrich im Mühlkreis, Kleinzell im Mühlkreis és Altenfelden településekkel határos.

## Népesség
Lakosainak száma 1276 fő (2018. január 1.).